# Eparchie rybinská
Eparchie Rybinsk je eparchie ruské pravoslavné církve nacházející se v Rusku.

## Území a titul biskupa
Zahrnuje správní hranice území městského okruhu Rybinsk, také Brejtovského, Danilovského, Ljubimského, Někouzského, Pervomajského, Pošechonského, Rybinského a Tutajevského rajónu Jaroslavské oblasti.
Eparchiálnímu biskupovi náleží titul biskup rybinský a romanovo-borisoglebský.

## Historie
Roku 1909 byl zřízen rybinský vikariát jaroslavské eparchie.
Nejpozději roku 1934 byl vikariát přeměněn na samostatnou eparchii. Po roce 1937 nebyly jmenováni žádní biskupové. Tím eparchie zanikla.
Dne 31. května 2010 došlo k obnovení vikariátu jaroslavské eparchie.
Dne 15. března 2012 byla rozhodnutím Svatého synodu zřízena samostatná rybinská eparchie oddělením území z jaroslavské eparchie. Stala se součástí nově vzniklé jaroslavské metropole.
Dne 24. prosince 2015 byla rozhodnutím Svatého synodu část území eparchie převedena do obnovené pereslavské eparchie.

## Seznam biskupů

### Rybinský vikariát
- 1909–1910 Jevsevij (Grozdov)
- 1910–1915 Silvestr (Bratanovskij)
- 1915–1920 Kornilij (Popov)
- 1920–1922 Petr (Zverev), svatořečený mučedník
- 1922–1923 Boris (Sokolov)
- 1923–1925 Gervasij (Malinin)
- 1925–1926 Serafim (Siličev)
- 1927–1930 Veniamin (Voskresenskij) (nejisté), svatořečený mučedník
- 1930–1932 Serafim (Protopopov)
- 1932–1932 Ioann (Trojanskij), svatořečený mučedník
- 1932–1933 Nikolaj (Muravjov-Uralskij)
- 1933–1934 Sergij (Zenkevič)

### Rybinská eparchie
- 1934–1934 Feodor (Jakovcevskij), odmítl jmenování
- 1934–1935 Varlaam (Pikalov)
- 1935–1936 Venedikt (Alentov)
- 1936–1937 Alexandr (Toropov)
- 1937–1937 Andrej (Solncev)
- 1937–1937 Ioannikij (Popov), odmítl jmenování

### Rybinský vikariát
- 2010–2012 Veniamin (Lichomanov)

### Rybinská eparchie
- od 2012 Veniamin (Lichomanov)